# Monforte San Giorgio
Monforte San Giorgio est une commune italienne de la province de Messine dans la région Sicile.

## Administration
| Période                                  | Période  | Identité         | Étiquette | Qualité |
| ---------------------------------------- | -------- | ---------------- | --------- | ------- |
| 27 mai 2003                              | En cours | Antonino Romanzo |           |         |
| Les données manquantes sont à compléter. |          |                  |           |         |

### Communes limitrophes
Fiumedinisi, Messine, Roccavaldina, Rometta, San Pier Niceto, Torregrotta